# 6.5 mm Remington Magnum
El 6.5 Remington Magnum de calibre .264 (6,7 mm) es un cartucho metálico abotellado con cinturón, introducido en 1966. El cartucho se diseña a base del casquillo del .350 Remington Magnum al que se le ajusta el cuello. El .350 Remington Magnum a su vez, se basa en el casquillo del .375 H&H Magnum acortado, y con el cuello ajustado. El cartucho fue uno de los primeros cartuchos magnum cortos.

## Especificaciones
Fue uno de los cartuchos Magnum gruesos y cortos originales en producción. Se sabe que el diseño promueve una deflagración de pólvora eficiente.
SAAMI recomienda un cañón de 6 ranuras con un paso de 1:9 revoluciones. El diámetro interior se da como 6.5mm y el diámetro de la ranura es 6.7mm. El ancho de ranura recomendado es 2.4mm. SAAMI recomienda una presión máxima de 53.000 CUP mientras que CIP exige una presión máxima de no más de 4350 bares (61 829,6 psi).

## Performance
Remington es la única empresa que proporcionaba municiones para el cartucho con una carga única de 120 granos, recomendada para la caza de venados pequeños y caza menor.  
| Cartucho                                                | Criterio    | Velocidad de salida     | 100 yd (91,4 m)         | 200 yd (182,9 m)        | 300 yd (274,3 m)        | 400 yd (365,8 m)        | 500 yd (457,2 m)        |
| .260 Remington, Core Lokt - 140 granos                  | Velocidad   | 2750 pies/s (838,2 m/s) | 2554 pies/s (778,5 m/s) | 2365 pies/s (720,9 m/s) | 2185 pies/s (666 m/s)   | 2013 pies/s (613,6 m/s) | 1849 pies/s (563,6 m/s) |
| .260 Remington, Core Lokt - 140 granos                  | Trayectoria | −1,5 plg (−3,8 cm)      | 1,9 plg (4,8 cm)        | 0 plg (0 cm)            | −8,1 plg (−20,6 cm)     | −23,6 plg (−59,9 cm)    | −47,6 plg (−120,9 cm)   |
| 6.5x55mm Sueco, Federal 140 granos                      | Velocidad   | 2600 pies/s (792,5 m/s) | 2402 pies/s (732,1 m/s) | 2212 pies/s (674,2 m/s) | 2031 pies/s (619 m/s)   | 1859 pies/s (566,6 m/s) | 1698 pies/s (517,6 m/s) |
| 6.5x55mm Sueco, Federal 140 granos                      | Trayectoria | −1,5 plg (−3,8 cm)      | 2,3 plg (5,8 cm)        | 0 plg (0 cm)            | −9,4 plg (−23,9 cm)     | −27 plg (−68,6 cm)      | −55,2 plg (−140,2 cm)   |
| 6.5mm Remington Magnum, Hornady Soft Point - 140 granos | Velocidad   | 2900 pies/s (883,9 m/s) | 2700 pies/s (823 m/s)   | 2509 pies/s (764,7 m/s) | 2327 pies/s (709,3 m/s) | 2153 pies/s (656,2 m/s) | 1986 pies/s (605,3 m/s) |
| 6.5mm Remington Magnum, Hornady Soft Point - 140 granos | Trayectoria | −1,5 plg (−3,8 cm)      | 1,6 plg (4,1 cm)        | 0 plg (0 cm)            | −7,2 plg (−18,3 cm)     | −20,8 plg (−52,8 cm)    | −41,9 plg (−106,4 cm)   |
| .264 Winchester Magnum, Winchester Super-X - 140 granos | Velocidad   | 3030 pies/s (923,5 m/s) | 2782 pies/s (848 m/s)   | 2547 pies/s (776,3 m/s) | 2325 pies/s (708,7 m/s) | 2113 pies/s (644 m/s)   | 1913 pies/s (583,1 m/s) |
| .264 Winchester Magnum, Winchester Super-X - 140 granos | Caída       | −1,5 plg (−3,8 cm)      | 1,5 plg (3,8 cm)        | 0 plg (0 cm)            | −6,8 plg (−17,3 cm)     | −20,1 plg (−51,1 cm)    | −41,2 plg (−104,6 cm)   |

El 6.5 mm Remington Magnum se compara favorablemente con otros competidores comerciales del mismo calibre. Si bien tanto el 6.5x68mm y el .264 Winchester Magnum cargan más energía, estos no pueden ser recamarados en un rifle con caja de mecanismos corta. Brinda un salto en el rendimiento con respecto a los cartuchos que no son magnum, como el .260 Remington y 6.5×55 mm Sueco.